# Neven Majstorović
Neven Majstorović (ur. 17 marca 1989 w Belgradzie) – serbski siatkarz, reprezentant Serbii, grający na pozycji libero. 
Po sezonie 2021/2022 postanowił zakończyć karierę siatkarską.

## Sukcesy klubowe
Puchar Serbii:
- 2009, 2011[4]

Liga serbska:
- 2008
- 2010, 2015
- 2009, 2011, 2014

Superpuchar Rumunii:
- 2017

Liga rumuńska:
- 2018, 2020
- 2019

I liga polska:
- 2021

## Sukcesy reprezentacyjne
Liga Światowa:
- 2016
- 2015[5]

Mistrzostwa Europy:
- 2019
- 2017